# FN Minimi
FN Minimi (i Sverige kallad Ksp 90) är en belgisk helautomatisk, luftkyld  lätt kulspruta som är konstruerad av Fabrique Nationale efter gasvridlås-principen. Namnet Minimi är en förkortning av franskans mini-mitrailleuse, som betyder ”liten kulspruta”. Vapnet kan laddas antingen med standard NATO 5,56 mm-magasin (samma som Ak 5) eller med band ur en kassett. Banden består av lösa länkar (så kallad sönderfallande länk) och inte av hela band som till till exempel MG3.
Standardversionen av vapnet väger 6,83 kg. Minimi används bland annat av USA (M249 SAW), Storbritannien (L108A1), Australien (F89), Kanada (C9), Nya Zeeland (C9), Israel (Minimi), Sverige (Ksp 90) och Frankrike (Minimi).
Vapnet finns i fyra versioner i kalibern 5,56 × 45 mm NATO och fyra versioner i kalibern 7,62 × 51 mm NATO.

## Sverige
Det finns två versioner av Ksp 90 i Försvarsmakten, en med fast kolv (Ksp 90) och en med inskjutbar kolv och kortare pipa (Ksp 90B, internationellt FN Para). Ksp 90 fasas nu ut till förmån för Ksp 90B, då den kortare kulsprutan, trots en något kortare pipa, ger samma önskade effekt (träffbild vid längre avstånd) som Ksp 90 - men är smidigare att använda, speciellt vid i- och ur-lastning av fordon.
De är kalibrerade för 5,56 mm skarp patron 5, internationellt kallad 5,56 × 45 mm NATO. Dessa matas in i vapnet antingen via ammunitionsbälten som hänger fritt eller ligger i en bandlåda kallad kassett om 200 patroner eller ett AK 5 magasin om 30 patroner. Ammunition matas från vänster sida men bältet och magasinet delar ej samma position för matning. Bältet matas konventionellt över pipans axel medan magasinet sitter under bältet med en lätt vinkel neråt i ungefär samma axel som patronläge.
Ammunitionen kommer i färdiga bälten bestående av stålkärneprojektil men alternativa patroner finns. (Se 5,56 mm patron 5 för ammunitionstyper.)

## USA

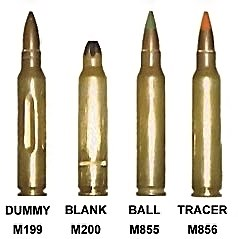
Ammunitionstyper som används av USA:s militär.

M249 squad automatic weapon (SAW), (formellt Squad Automatic Weapon, 5.56 mm, M249) är den amerikanska versionen av Minimi. M249 tillverkas i USA och används inom samtliga vapengrenar och introducerades 1984 efter en utvärdering, där Minimin ansågs bäst.

### Versioner
- M249 PIP
- M249 Para
- M249 Special purpose weapon
- Mk 46 Mod 0
- Mk 48 Mod 0
- Mk 48 Mod 1